# Niederkirchen (Westpfalz)
Niederkirchen település Németországban, Rajna-vidék-Pfalz tartományban. Lakosainak száma 1863 fő (2023. december 31.).

## Népesség
A település népességének változása:
| Lakosok száma | 1781 | 1948 | 1886 | 1884 | 1881 | 1878 | 1863 |
|               | 1975 | 2014 | 2017 | 2019 | 2021 | 2022 | 2023 |